# Janulus stephanophorus
Janulus stephanophorus is een slakkensoort uit de familie van de Gastrodontidae. De wetenschappelijke naam van de soort is voor het eerst geldig gepubliceerd in 1850 door Deshayes.